# ハイブリッド レインボウ
「ハイブリッド レインボウ」(Hybrid Rainbow)は、日本のロックバンド、the pillowsの11枚目のシングルである。

## 概要
1997年に発表された「彼女は今日、」、「ONE LIFE」と続く年内3作目となるシングル。アルバム『LITTLE BUSTERS』から先駆けて発売された。

## 収録曲
全作詞曲 : Sawao Yamanaka
1. ハイブリッド レインボウ
NHKBS2「ウイークエンド・ジョイ」エンディング・テーマ[1]
OVA「フリクリ」挿入歌
代表曲の一つであり[2]、ライブでも頻繁に演奏される。
2. Beautiful Picture
カップリング曲
the pillowsのシングルB面を集めたコンピレーション・アルバム『Another morning, Another pillows』にてアルバム初収録

## 収録アルバム

### ハイブリッド レインボウ
- LITTLE BUSTERS
- Fool on the planet
- Rock stock & too smoking the pillows
- LOSTMAN GO TO YESTERDAY
- FLCL Original Sound Track NO.1 Addict
- FLCL Original Sound Track NO.3

### Beautiful Picture
- Another morning, Another pillows
- BOOTLEG THE PILLOWS 1992-1993（ライブ・バージョン）

## カバーしたアーティスト
ハイブリッド レインボウ
- BUMP OF CHICKEN
2004年、the pillowsトリビュート・アルバム『SYNCHRONIZED ROCKERS』にてカバー

- ふくろうず
2014年、the pillowsトリビュート・アルバム『ROCK AND SYMPATHY』及び同バンドのアルバム『マジックモーメント』にてカバー

## 関連書籍
- ザ・ピロウズ ハイブリッド レインボウ (2009年9月15日 音楽と人)
  - 本作品と同名のヒストリー・ブック。the pillows結成20周年記念に版行された。
- ザ・ピロウズ ハイブリッド レインボウ 2 (2019年10月23日 音楽と人)
  - 上記ヒストリー・ブックの第二弾。the pillows結成30周年記念に版行された。